# 언프레임드
언프레임드(Unframed)는 왓챠에서 공개한 4편의 단편영화 프로젝트로 최희서의 반디, 박정민의 반장선거, 이제훈의 블루해피니스, 손석구의 재방송으로 구성되어 있다.

## 출연

### 반디
- 최희서
- 박소이
- 신현수
- 조경숙

### 반장선거
- 김담호
- 강지석
- 박효은
- 박승준

### 블루해피니스
- 정해인
- 이동휘
- 탕준상
- 표예진
- 김다예

### 재방송
- 임성재
- 변중희
- 오민애

- 공성하 : 예쁜 간호사 역
- 최윤영 : TV 연속극 여주 역

## 참고 사항
- 블루해피니스의 이동휘, 재방송의 최윤영, 재방송 조감독의 손석구는 tvN 월화 드라마 《60일, 지정생존자》 이후로 2년만에 재회하는 작품이다.